# CHA-CHA
CHA-CHA（チャチャ）は、日本の男性アイドルグループ。1988年デビュー。各メンバー個々の所属事務所がそれぞれ異なっていたため、事実上、バップレコード、浅井企画預かりであった。1992年に解散。

## 略歴
テレビ番組『欽きらリン530!!』（日本テレビ系）の放送開始に合わせ、前身グループである“茶々隊”が結成された（ハガキのネタに“茶々”を入れるという意味から萩本欽一が命名）。
茶々隊メンバーオーディションは、1987年10月に1回目が行われた。その時の合格者が松原桃太郎、火野玉男、須間一也の3名。シミュレーションをするも、番組開始3ヶ月前に萩本から、「3人とも暗い」、「そういうのテレビで受けないから」の一言で、更に数度のオーディションが行われ、前述の3名に加え、勝俣州和、西尾拓美、木野正人、中村亘利、木村拓哉、草彅剛の6名が新たに加わった。
番組開始に向けてレッスンが行われた。萩本曰く「デビュー前は本当イジメに近いぐらいレッスンさせた。言った事が出来ないと3日でも一週間でも同じ事をやらせた。最後には泣き出すメンバーも居た」という程、厳しいレッスンが続けられた。そんな中、木村がレッスンに耐え切れずに自ら抜け、残りの8名で「茶々隊」として番組デビューした。その後、草彅が茶々隊を脱退。その後、勝俣・西尾・松原・須間・火野で「CHA-CHA」を結成するが、すぐに須間が抜け中村が加入、続いて火野が抜け木野が加入。
メンバー構成が勝俣・西尾・松原・中村・木野の5名に落ち着き、1988年9月「CHA-CHA」としてレコード・デビュー。
1990年5月、木野が脱退。
浅井企画からデビューしたことから、欽ちゃんファミリーのグループとされる。萩本の番組をはじめ、初期は冠番組を持つなど「歌って踊れてお笑いも出来るアイドルグループ」として成立していた。近年、勝俣が「アイドルグループにいた」、「SMAP並みに人気があったんだぞ」と言い、当時を知らない世代のタレントなどに驚かれることも多い。
1991年新春特番「花の芸能界全部のっとらせていただきます」のワンコーナー『ねるとんね紅鮭団』に出演、西尾は理想のタイプは『西村知美』と答え、「宇部の方言を大切にしているので大変いいなぁ」と西村の魅力を語っている。
1997年に西尾は西村と結婚。
1992年1月6日、渋谷公会堂のコンサートにて解散。アンコールでは脱退した木野もゲスト出演。
ライバル・ユニットとして、東京キッドブラザース所属の2人によるJA-JA（長戸勝彦、水谷あつし）も結成された。
解散後の中村ソロライブに西尾、木野、松原が出演したことがある。勝俣はK2のライブがあったため不参加。
1997年9月17日のナムコ・ワンダーエッグでの西尾の結婚式の際、他の4人が式に出席、「いわゆるひとつの誤解デス」を歌った。
2004年6月放送「速報!歌の大辞テン」では勝俣以外の4人が集まりVTRでコメントを寄せた。
2025年に勝俣が還暦を迎えたお祝いに、勝俣、西尾、木野、中村、松原の5人が集まり、勝俣の公式YouTubeチャンネル『勝俣かっちゃんねる』に5人揃って出演した。

## メンバー

### 活動停止直前までのメンバー
- 勝俣 州和（かつまた くにかず、1965年3月12日（60歳） - ）
愛称：カッちゃん。静岡県御殿場市出身（生まれは宮城県仙台市[3]）。「劇男一世風靡」出身。リーダー。融合事務所所属。血液型O型。身長171cm、体重55kg。7人兄弟の長男（全員年子である）。日本大学三島高等学校、日本大学文理学部国文学科中退。
元メンバーの堀部圭亮（火野玉男）と、1992年に「K2」を結成し2001年まで活動、現在は様々なテレビ番組に出演し、タレントとして活動中。

- 中村 亘利（なかむら のぶとし、1970年2月9日（55歳） - ）
愛称：ノブちゃん。東京都港区六本木出身。1983年、マイケル・ジャクソンに影響をうけてジャニーズ事務所のオーディションに応募し合格。1984年より同社所属となる。1985年に「少年忍者」のメンバーとなる。1987年、萩本欽一プロデュースの「おめで隊」でレコードデビュー。当時、少年忍者と並行して活動していたが、1988年にCHA-CHAとしてデビュー後、少年忍者を脱退（少年忍者は、中村の代替として古川栄司を新メンバーに迎え、忍者としてCDデビュー）。当時、バック転が出来た。身長172cm。TM NETWORKの小室哲哉とはいとこ関係[4]。
CHA-CHA解散後は、「NOBU」名義でソロCDデビュー。25歳時にオーストラリアに渡り、アボリジニの世界最古の楽器・ディジュリドゥに触れ感銘を受ける。現地で演奏法を学び、日本に帰国した後もトレーニングを積む。その後、芸名を「KNOB」と改める。ちなみにKNOBという名の由来は、「DoorをKnockする、自分自身の新たな扉を開ける」という意味から。
龍村仁監督の2007年公開のドキュメンタリー映画『地球交響曲第六番』虚空の音の章に出演。
現在は北鎌倉・雪堂美術館を拠点に全国各地で演奏活動を行う一方、神社・仏閣・教会などでの奉納演奏の活動も行っている。着物に袴姿でディジュリドゥで般若心経や祝詞を奏上し祈るという日本人としての独自の演奏スタイルを確立し、自ら茶の点前も行い　茶会と演奏という会も開いている。

- 松原 桃太郎（まつばら ももたろう、1965年9月2日（59歳） - ）
本名・松原 仁（まつはら ひとし）。愛称：マッちゃん、デブちゃん。新潟県新潟市出身。血液型O型。身長164cm、体重64kg。「欽ちゃん劇団」の前身である「欽塾」出身。
同姓同名の政治家とは、漢字表記が同じであるだけで無関係。また、読みも同じで同姓同名の研究員とも無関係。
芸名の由来は萩本が「本名で不祥事を起こすと実家の両親が泣くから芸名をつけよう」と言い出した際、偶然スタッフが桃太郎の衣装を持って横を通り過ぎていった事がきっかけである。
CHA-CHA解散後は“松原ひとし”に改名し、元・「おめで隊」の奈津あつし（その後佐藤あつしに改名）と共に、コントコンビ「まんもす2」として活動していたが、こちらも間もなくして解散。芸能界の表舞台から去る。
引退後は、東京や故郷の新潟で、演出家・イベントの司会業・芸能人養成学校のお笑い講師職などをしていた。アミューズメント施設で働いているところを『出没!アド街ック天国』等で取り上げられたこともある。
講談師の神田山陽と顔が酷似しており、山陽が全国牛乳普及協会のテレビCMに出演した際には松原が講談師に扮していると誤解されたこともある。
2007年頃から札幌市厚別区の新札幌キッズリゾートの店長として勤務。2008年には当時札幌にあったコミュニティＦＭ局のグリーンエフエムで「ファンタジーキッズタイム」（金曜19:00～20:00）にレギュラー出演（2～3月）。
2010年頃から出身の新潟県新潟市にてカイロプラクターを務める傍らラーメン・チェーン店で「応援団長」と称するスタッフや各地のステージイベント等に出演。また、2011年4月から2012年3月までBSNラジオ「フラっとフライデー」にもパーソナリティとして出演した。2010年代後半以降はブログ等の表立った活動は確認されていない。

- 西尾 拓美（にしお たくみ、1967年6月17日（58歳） - ）
東京都足立区出身。血液型A型。身長168cm、体重54kg。兄と妹がいる。高校時代は体操部に所属し、あん馬が得意であった。当時、バック転及びバク宙が出来た。
CHA-CHA加入前は西尾巧の名前で声の仕事をしていた。
解散後、1994年から芸映に所属、アルバム「いつかどこかで」リリース他、ドラマ「B級ホラー WARASHI!」に主演するなど芸能活動を継続していたが、1996年に芸能界引退。
1990年から1996年まで、さだまさしの恒例野外コンサート『夏 長崎から さだまさし』に、西村知美や、元「ジャPAニーズ」・「B・D 104」の乃生佳之らと共に参加。その西村とは、1997年9月17日に二子玉川の遊園地「ナムコ・ワンダーエッグ」にて結婚した。
芸能界引退後は料理人に転身。さだまさしの高校時代の親友が経営する渋谷区の南欧料理店『モンペトクワ』の店長として厨房でもその腕を振るっていたが、2004年9月30日をもって閉店。妻である西村によると、店を畳んだ後は米国で日本料理の修行をしていたという。帰国後いくつかの飲食店に勤務。2012年現在、東京都渋谷区広尾で朝鮮料理店「韓屋（ハノク）」の店長を務めている。時々、西村とともにテレビ番組に出演することもある。

### 脱退メンバー
火野・須間は最初にCHA-CHAに選ばれたメンバーであったが、まもなく木野・中村との交替で脱退。
- 木野 正人（きの まさと、1968年12月2日（56歳） - ）
愛称：キノちゃん。静岡県藤枝市出身。血液型AB型。身長173cm、53kg。当時ジャニーズ事務所所属。CHA-CHA加入前から田原俊彦のバックダンサー「B・D 104」として活動していた。CHA-CHAがCDデビューし、ヒットチャートに名を連ねた1988年から1989年頃は、歌番組（特にベストテン形式の番組）でCHA-CHAとしてパフォーマンスを披露した後、衣装を着替えて田原のバックダンサーを務める「掛け持ち」が多かった。しかし、ダンスを極めたいと考えている自らの考えとバラエティー色の強い仕事が多いCHA-CHAでの活動に温度差を感じ、苦悩した時期であった。
1990年5月にCHA-CHAを脱退、アメリカにダンス留学した。帰国後は阿佐ヶ谷にダンス教室を開いたり、田原やKinKi Kidsなどの振付を担当。「MJK KINGS」という個人ファンクラブも開設。現在は、地元静岡県を拠点に、ダンスパフォーマー兼振付師として活動。2019年9月4日、東京ドームで行われた「ジャニー喜多川お別れ会」に参列。

- 火野 玉男（ひの たまお、1966年3月25日（59歳） - ）
本名・堀部 圭亮（ほりべ けいすけ）。東京都台東区竜泉出身。血液型O型。身長178cm、体重68kg。1986年より「パワーズ」のメンバー。
1991年のパワーズ解散後は、俳優、タレントとして本名で活動。1992年に勝俣州和と「K2」を結成し2001年まで活動、現在は俳優、タレント、放送作家としても活動し、放送作家としての活動の際は竜泉（りゅうせん）のペンネームを使う。所属事務所は鈍牛倶楽部。

- 須間 一也（すま かずや、1965年4月15日（60歳） - ）
本名・酒井一光。東京都出身。「パワーズ」のメンバーで、CHA-CHA脱退後は須間 一弥名義で活動。
1982年7月に「パワーズ」を結成。ザ・テレビ演芸で10週勝ち抜きチャンピオンとなる。
1986年に相方が脱退、火野が2代目パートナーとなるが、1991年11月に解散。その後トリオ「須間一弥と黒潮そだち」を結成するも1994年に解散。1996年に内山浩次とコンビ「ZEE-G」を結成。「爆笑オンエアバトル」に出場したが、132KBでオフエア。2000年「ZEE-G」解散。1997年2月、ダンカン、グレート義太夫、ガラかつとしらと劇団「東京サギまがい」を結成。高校アメリカンフットボール全国大会で優勝経験あり。
父は元「ギャグ・メッセンジャーズ」のリーダー、須間一露。

- 草彅 剛（くさなぎ つよし、1974年7月9日（50歳） - ）
当時ジャニーズ事務所所属。
元・SMAPの一員。
茶々隊のメンバーであったが、CHA-CHAが誕生する前に脱退。
勝俣によると、番組（『欽きらリン530!!』）に草彅がずっといて、草彅が真ん中で勝俣たちが端で踊るフォーメーションをとっていたが、「茶々隊が数ヶ月後にレコードデビューする」という話が持ち上がった際、萩本は草彅だけを呼び、「剛は損するからね、入らなくて良いよ」と話し、草彅が「はい!」と答え、茶々隊から脱退した[5]。
勝俣は、萩本が草彅に内緒話をしていたので、後でそのことを萩本に聞いたら、「あいつらといるとくすむから逃げなさい」って。“剛は光がズバ抜けてた”と、「茶々隊はデビューが決まったけど剛はSMAPがあるでしょ!そっちにいなさい」って。萩本から見ても、やっぱり輝きが明らかに違っていた、と明かしている[6]。
萩本は、厳しいレッスンを積んできた草彅をCHA-CHAに入れなかった理由について、「スター街道を通ってく」と確信したことを公にしており、それを聞いていた関根勤は、萩本の先見の明に感心しきりだった[7]。

### 候補メンバー
- 木村 拓哉（きむら たくや、1972年11月13日（52歳） - ）
ジャニーズ事務所所属。
萩本が雑誌の連載で語ったところによると、当時の木村は15歳。
萩本は木村のスター性を感じ、選んだが、「彼はこういうバラエティの道に進む人間ではない」と判断。[8]
なお、本メンバーとして活躍した木野正人を尊敬していたという[9]。

## 主な出演作品

### テレビ
- 欽きらリン530!! （日本テレビ）
- 欽ちゃんのどこまで笑うの?! （1988年7月3週目から「パワーズ」と共に出演、テレビ朝日）
- ビギニング!!チャチャ （日本テレビ）
- CHA-CHAワールド （日本テレビ）
- 笑うと泣くぞ…ダハ! （日本テレビ）
- 欽どこTV!! （1989年・昼枠、テレビ朝日）

### ラジオ
- CHA-CHAのどんまいフレンド （1989年2月 - 1990年10月、ニッポン放送）

### 舞台
- Good-Bye Yesterday （後にビデオ化）

## ディスコグラフィ
- 全てのシングル・アルバムはバップからリリース。

### シングル
| #  | 発売日          | 曲順 | タイトル                 | 作詞                | 作曲       | 編曲       | オリコン 最高位 | 規格品番   |
| -- | --------------- | ---- | ------------------------ | ------------------- | ---------- | ---------- | --------------- | ---------- |
| 1  | 1988年 9月7日   | A面  | Beginning                | 島武実              | 入江純     | 入江純     | 5位             | 10318-07   |
| 1  | 1988年 9月7日   | B面  | ファンタジーキッス       | 兼松正人            | 入江純     | 入江純     | 5位             | 10318-07   |
| 2  | 1988年 12月14日 | A面  | いわゆるひとつの誤解デス | 尾関昌也            | 尾関昌也   | 山本健司   | 2位             | 10329-07   |
| 2  | 1988年 12月14日 | B面  | その胸に勇気を           | 森浩美              | 小野寺伸定 | 鷺巣詩郎   | 2位             | 10329-07   |
| 3  | 1989年 4月19日  | 01   | 僕のせいいっぱい         | 戸沢暢美            | 多々納好夫 | 中村哲     | 3位             | 20339      |
| 3  | 1989年 4月19日  | 02   | 風に翼はいらない         | 戸沢暢美            | 多々納好夫 | 中村哲     | 3位             | 20339      |
| 4  | 1989年 5月17日  | 01   | ボクらの夢によろしく     | 平出よしかつ        | 多々納好夫 | 鷺巣詩郎   | 9位             | 20343      |
| 4  | 1989年 5月17日  | 02   | やさしくされたあの気持ち | 平出よしかつ        | 多々納好夫 | 鷺巣詩郎   | 9位             | 20343      |
| 5  | 1989年 8月9日   | 01   | 約束                     | 田久保真見          | 多々納好夫 | 船山基紀   | 9位             | 20350      |
| 5  | 1989年 8月9日   | 02   | 地球は丸ごとFALLIN' LOVE | 覚和歌子            | 多々納好夫 | 山本健司   | 9位             | 20350      |
| 6  | 1989年 11月8日  | 01   | ぽろり物語               | 及川眠子            | 見岳章     | 中村哲     | 13位            | 20361      |
| 6  | 1989年 11月8日  | 02   | おれは俺                 | 田久保真見          | 小野寺伸定 | 入江純     | 13位            | 20361      |
| 7  | 1990年 4月25日  | 01   | キスしたい               | 田久保真見          | 多々納好夫 | 船山基紀   | 18位            | VPDB-20373 |
| 7  | 1990年 4月25日  | 02   | 僕の部屋に夜明けが来たら | 田久保真見          | 多々納好夫 | 船山基紀   | 18位            | VPDB-20373 |
| 8  | 1990年 11月5日  | 01   | TRIANGLE LOVERS          | 尾関昌也            | 尾関昌也   | 船山基紀   | 17位            | VPDB-20389 |
| 8  | 1990年 11月5日  | 02   | 君と隠密したいネ         | 尾関昌也            | 尾関昌也   | 船山基紀   | 17位            | VPDB-20389 |
| 9  | 1991年 7月21日  | 01   | アンパンマンたいそう     | やなせたかし 魚住勉 | 馬飼野康二 | 馬飼野康二 | 83位            | VPDG-20420 |
| 9  | 1991年 7月21日  | 02   | 白いレリーフ             | 尾関昌也            | 尾関昌也   | 新川博     | 83位            | VPDG-20420 |
| 10 | 1991年 12月21日 | 01   | 僕たちのこの地球で       | CHA-CHA             | 門司肇     | 門司肇     | 92位            | VPDB-20440 |
| 10 | 1991年 12月21日 | 02   | すみれ色…ジャックポット  | 尾関昌也            | 尾関昌也   | 船山基紀   | 92位            | VPDB-20440 |

「アンパンマンたいそう」は、テレビアニメ「それいけ!アンパンマン」のエンディング・テーマとして使用されたが、CHA-CHAの解散に伴い、1993年にドリーミングによって歌われたバージョンがその後使用された。CHA-CHA歌唱版は2022年現在までCHA-CHAのアルバム未収録曲であるが、『それいけ!アンパンマン』関連のいくつかのアルバムに収録されており、1992年5月21日発売『「それいけ!アンパンマン」アンパンマンとあそぼう』（VPCG-83239）、2002年4月24日発売『「それいけ!アンパンマン」大全集　みんなでアンパンマンソング』（VPCG-84755）などが挙げられる。

### アルバム

#### オリジナル・アルバム
- 瞳の中の宝島（1989年1月1日、オリコン最高順位8位）

1. 瞳の中の宝島
2. 強引 My Way
3. 青春のラビリンス
4. 悲しくなるボクがいる
5. いつもそばに
6. Beginning
7. TRAVELLER
8. もっと自分を信じて
9. 頬にかかる虹
10. 泣きたい時には笑っちゃえ

- 空色の気持ち（1989年7月21日、オリコン最高順位9位）

1. CHA-CHA WORLD
2. 僕のせいいっぱい（リミックス・ヴァージョン）
3. 風の中の友だち
4. さよならが聞こえる駅
5. Catching Dream
6. 空色の気持ち
7. アスファルトまでの涙
8. 口笛を吹きながら
9. 見えない勲章
10. ライムライト・メモリー
11. 涙の海を渡れ

- たわむれに恋はすまじ（1990年12月21日、オリコン最高順位46位）

1. TRIANGLE LOVERS
2. キス魔法
3. 80's Story A GOGO-風と共に去りぬ-
4. 白いレリーフ
5. 銀のハーモニカ
6. 君とドライブするための条件
7. ラジオが泣いた夜
8. 描きかけの肖像画
9. すみれ色....ジャックポット
10. 茶色のアドレス

#### ベスト・アルバム
- BEST／CHA-CHA（1990年6月21日）

1. Beginning
2. いわゆるひとつの誤解デス
3. 僕のせいいっぱい
4. ボクらの夢によろしく
5. 約束
6. ぽろり物語
7. キスしたい
8. 泣きたい時には笑っちゃえ
9. ファンタジーキッス
10. 青春のラビリンス
11. 空色の気持ち
12. Catching Dream

- CHA-CHA シングルコレクション（1991年12月21日）

1. Beginning
2. ファンタジーキッス
3. いわゆるひとつの誤解デス
4. その胸に勇気を
5. 僕のせいいっぱい
6. 風に翼はいらない
7. ボクらの夢によろしく
8. やさしくされたあの気持ち
9. 約束
10. 地球は丸ごとFALLIN'LOVE
11. ぽろり物語
12. おれは俺
13. キスしたい
14. 僕の部屋に夜明けが来たら
15. TRIANGLE LOVERS
16. 君と隠密したいネ

- CHA-CHA ゴールデン☆ベスト（2011年5月18日）

1. Beginning
2. いわゆるひとつの誤解デス
3. 強引 My Way
4. 泣きたい時には笑っちゃえ
5. 僕のせいいっぱい
6. ボクらの夢によろしく
7. 約束
8. ぽろり物語
9. キスしたい
10. ファンタジーキッス
11. 空色の気持ち
12. TRIANGLE LOVERS
13. ラジオが泣いた夜
14. 白いレリーフ
15. 僕たちのこの地球（ほし）で
16. すみれ色…ジャックポット

### ビデオ
- CHA-CHA WORLD（1988年11月）
- Good-Bye Yesterday（1989年6月）「完全保存版」・「お楽しみ版」の2種
- EAST（1990年7月）
- CHA-CHA FINAL（1992年3月）

### タイアップ曲
| 年     | 楽曲                     | タイアップ                                                       |
| ------ | ------------------------ | ---------------------------------------------------------------- |
| 1988年 | Beginning                | 日本テレビ系バラエティ番組「欽きらリン530!!」テーマソング        |
| 1989年 | 僕のせいいっぱい         | 日本テレビ系バラエティ番組「CHA-CHAワールド」テーマソング        |
| 1989年 | ボクらの夢によろしく     | 日本テレビ系テレビアニメ「ミラクルジャイアンツ童夢くん」OPテーマ |
| 1989年 | やさしくされたあの気持ち | 日本テレビ系テレビアニメ「ミラクルジャイアンツ童夢くん」EDテーマ |
| 1989年 | 約束                     | 日本テレビ系バラエティ番組「CHA-CHAワールド」テーマソング        |
| 1989年 | ぽろり物語               | 日本テレビ系バラエティ番組「笑うと泣くぞ…ダハ!」テーマソング     |
| 1991年 | アンパンマンたいそう     | 日本テレビ系テレビアニメ「それいけ!アンパンマン」EDテーマ        |

## 書籍
- CHA-CHA Unbalance （1990年7月）

### 写真集
- CHA-CHAファースト写真集 （1989年3月）
- CHA-CHAセカンド写真集 （1990年3月、ハワイロケ作品）
- CHA-CHA LOVERS （1991年12月）

## 備考

### CHA-CHA2008
2008年1月5日に放送された特番『中井正広の大ブラックバラエティ』の「白紅（しろべに）歌合戦ごっこ」というコーナーにて結成された1日限定ユニット。中居正広が勝俣に憧れていた時代があったことから企画され、本家CHA-CHAのデビュー曲『Beginning』を披露した。
メンバー
- 勝俣州和 （リーダー、愛称：カッちゃん）
- 中居正広 （愛称：マー坊）
- 嶋大輔 （愛称：イベにぃ）
- 竹山隆範 （愛称：カブ）
- 石原良純 （愛称：まゆ君）